# 恵庭・東宝シネマ8
恵庭・東宝シネマ8（えにわ・とうほうシネマエイト、2000年7月8日開業 - 2015年5月31日閉館）は、北海道恵庭市に所在した日本のシネマコンプレックス（映画館）。
東宝グループの北海道東宝株式会社（2016年5月31日会社解散）が経営・運営した最初で最後のシネコンであり、最後まで残った北海道東宝直営の映画館である。当初はブレスガーデン・東宝シネマ8の名称で開業したが、程なくして現在の名称に定着した。

## 沿革
- 2000年7月8日：開業。
- 2003年8月5日：『ロボコン』試写会が行われ、主演の長澤まさみと監督の古厩智之が舞台挨拶を行う[2]。
- 2004年3月8日：松竹映画『クイール』試写会が行われ、主演の椎名桔平と監督の崔洋一が舞台挨拶を行う[3]。
- 2009年：北海道東宝のホームページを開設。
- 2010年：スクリーン1と8に3Dデジタルシネマシステムを導入。
- 2011年7月：開業以来使用していた35mm映写機による上映を取りやめ、全スクリーンにデジタル上映機能を導入。同時にスクリーン7も3D対応となった。
- 2012年5月：TOHOシネマズチェーン限定上映の短編コメディアニメーション「紙兎ロペ」の長編映画版『映画 紙兎ロペ つか、夏休みラスイチってマジっすか!?』が上映される。
- 2015年
  - 2月17日：同年5月末での閉館を発表する。
  - 5月31日：19時55分（JST）終映の『脳内ポイズンベリー』をもって完全閉鎖。ホームページもその後閉鎖された。

## 概要
| 館名              | 所在地 | 営業年          |
| ----------------- | ------ | --------------- |
| 恵庭舘            | 漁町   | 1914年 - 1996年 |
| 島松劇場          | 島松   | 1935年 - 1963年 |
| スバル座          | 栄恵町 | 1954年 - 1965年 |
| 恵庭・東宝シネマ8 | 戸磯   | 2000年 - 2015年 |

### 恵庭市と映画館
恵庭に初めて映画館が出来たのは1914年（大正3年）、漁町に「恵庭舘」が開業したのが始まりである。その後1935年（昭和10年）に「島松劇場」、1954年（昭和29年）に「スバル座」がオープンし、3館に増えるも、1963年（昭和38年）に島松劇場、1965年（昭和40年）にスバル座が閉館してしまう。恵庭舘は1970年（昭和45年）の市制施行後も同市内唯一の映画館として営業を継続したが、建物の老朽化などを理由に1996年（平成8年）2月25日、『男はつらいよ 寅次郎紅の花』（山田洋次監督）をもって82年の歴史の幕を閉じた。

### 東宝シネマ8開業

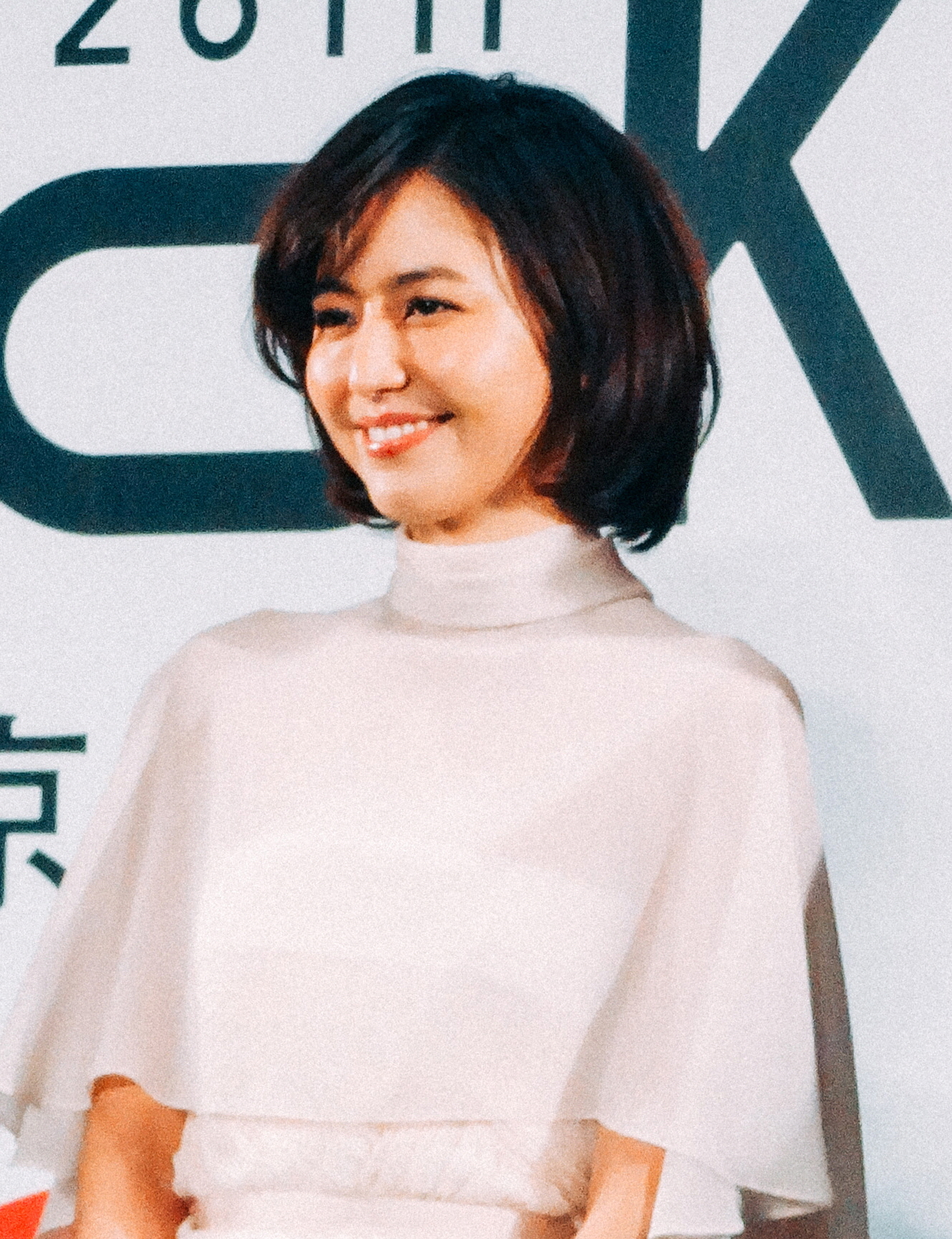
2003年（平成15年）に『ロボコン』の舞台挨拶で訪れた長澤まさみ

先述の恵庭舘が閉館した翌年の1997年（平成9年）、江別市にワーナー・マイカル・シネマズ江別（現：イオンシネマ江別）がオープン。更に1998年（平成10年）にはサッポロファクトリー（札幌市）内にパラマウント・ユニバーサルシネマ11（現：ユナイテッド・シネマ札幌）、1999年（平成11年）には小樽市にワーナー・マイカル・シネマズ小樽（現：イオンシネマ小樽）といったシネマコンプレックスが開業。それらの後を追うように北海道東宝株式会社も恵庭市にシネコンを設置することになる。
2000年（平成12年）7月8日に8スクリーンの恵庭・東宝シネマ8（以下、シネマ8と略す）が開業。開館番組として、トム・クルーズ主演の『ミッション:インポッシブル2』（ジョン・ウー監督）などが上映され、同市4年5か月ぶりの映画館誕生を彩った。シネマ8開館後の同年9月23日にはワーナー・マイカル・シネマズ北見（現：イオンシネマ北見）、11月30日にはワーナー・マイカル・シネマズ釧路（現：イオンシネマ釧路）が開業している。
上映される作品は主に東宝の邦画・洋画がメインであったが、松竹や東映の配給作品やアート系の一部作品も少なからず上映していた。また、子供向けアニメ映画が封切られる前後には、その作品のキャラクターの着ぐるみが登場する撮影会が主に土曜・日曜・祝日の午前と午後に行われることがあった。

### デジタル化〜閉館とその後
2009年（平成21年）、ジェームズ・キャメロン監督の『アバター』が大ヒットし、世界中で3D映画ブームが起こる。その流れに乗って開業10年を迎えた2010年（平成22年）、シネマ8は3Dデジタルシネマ（MasterImage 3D）を一部スクリーンに導入。さらに隣接する千歳市に競合館「じゃがポックルシアター」（現：新千歳空港シアター）がオープンした2011年（平成23年）7月に全スクリーンを完全デジタル化した。この頃には音楽アーティストのライブビューイングも行うようになり、『AKB48 24thシングル選抜じゃんけん大会』（2011年9月20日）や奥田民生『ひとり股旅スペシャル@厳島神社』（2011年10月22日）、桑田佳祐の年越しライブ（2011年12月31日）などが同時生中継されていた。漫画家の横山裕二は2013年（平成25年）5月23日に『探偵はBARにいる2』（橋本一監督）をシネマ8で観たことを自身のツイッターで明かしている。
2015年（平成27年）2月17日、北海道東宝は同年5月31日をもってシネマ8を閉館することを発表。集客力の低迷で賃貸借契約を解約したことが主な理由とされている。閉館記念の特別興行は行われず、同月9日封切の『脳内ポイズンベリー』（佐藤祐市監督）を最終上映作として15年の歴史に幕を閉じた。隣接していたトライアル恵庭店（旧：カウボーイ恵庭店）も当館閉館から1ヵ月後の同年7月5日に閉店している。最後までTOHOシネマズチェーンに吸収合併されることなく閉館したため、シネマイレージやvitなどのサービスは導入されなかった。以後、北海道内の東宝系列シネコンは2023年11月30日にオープンした『TOHOシネマズ すすきの』（札幌市・COCONO SUSUKINO内）まで8年半途絶えることになる。
閉館後跡地はしばらく空きテナント状態が続いていたが、令和改元後の2020年（令和2年）1月になって、木材加工会社と土地売買契約を結んだことが報じられ、同年7月9日、函館市に本社を置く佐藤木材工業がプレカット工場を新設することが発表された。2021年（令和3年）3月16日に恵庭支店事務所が開設され、2022年（令和4年）1月11日にプレカット工場の稼働が開始された。シネコンのあった場所には北斗市に本社を置く『エンドレス・テック』の恵庭営業所・倉庫が同月7日に稼働を開始している。

## データ
- 所在地：北海道恵庭市戸磯391-1
- 運営：北海道東宝株式会社
- 支配人：白崎誠治（2007年[23]）→蟇目知也（2009年[24]）

| スクリーン | 座席数 | 音響設備          | 3Dデジタル上映 |
| ---------- | ------ | ----------------- | -------------- |
| 1          | 380    | DTS／SRD-EX／SDDS | ○              |
| 2          | 142    | SRD               | ×              |
| 3          | 142    | SRD               | ×              |
| 4          | 110    | SRD               | ×              |
| 5          | 110    | SRD               | ×              |
| 6          | 240    | DTS／SRD-EX       | ×              |
| 7          | 193    | DTS／SRD-EX       | ○              |
| 8          | 191    | DTS／SRD-EX       | ○              |

## 近隣施設
- えにわ温泉ほのか（旧「天然温泉えにわの湯」）
- むらかみ牧場 - 当館で観た映画の半券を提示すると、ソフトクリームが50円引きになるというサービスを行っていた[25]。